# اندرياس لاندغرين
اندرياس لاندغرين (بالسويدية: Andreas Landgren) (17 مارس 1989 بهلسينغبورغ في السويد - ) هو لاعب كرة قدم سويدي في مركز الدفاع. شارك مع منتخب السويد تحت 17 سنة لكرة القدم ومنتخب السويد تحت 19 سنة لكرة القدم ومنتخب السويد تحت 21 سنة لكرة القدم ومنتخب السويد لكرة القدم. أما مع النوادي، فقد لعب مع فيلم تو تيلبورغ ونادي أودينيزي ونادي فريدريكستاد ونادي هالمستاد ونادي هلسينغبورغ.

## وصلات خارجية
- اندرياس لاندغرين على موقع اتحاد السويد (السويدية)
- اندرياس لاندغرين على موقع قاعدة بيانات كرة القدم.إي يو (الإنجليزية)
- اندرياس لاندغرين على موقع ناشيونال فوتبول تيمز (الإنجليزية)
- اندرياس لاندغرين على موقع Soccerway.com (الإنجليزية)
- اندرياس لاندغرين على موقع عالم كرة القدم.نت (الإنجليزية)